# واثق الغضنفري
واثق ممدوح الغضنفري (1962 - 2014 م) هو كاتب ومقدم برامج، من أهل الموصل.

## نشأته ودراسته
ولد في الموصل. حصل على شهادة في الادب الإنكليزي عام 1983م وعلى شهادة في القانون من جامعة الموصل عام 2000م.

## أعماله
يشغل الغضنفري دور مدير الإعلام لمحافظة نينوى لتسهيل إجراءات قناة الموصلية.
ويكتب الغضنفري في عدد من الصحف العراقية وتحديدا الموصلية. يقدم برامج وثائقية عن الموصل في قناة الموصلية.

## مقتله
قتله مسلحون إرهابيون يوم 27 آذار 2014 م.